# Pansarskott m/86

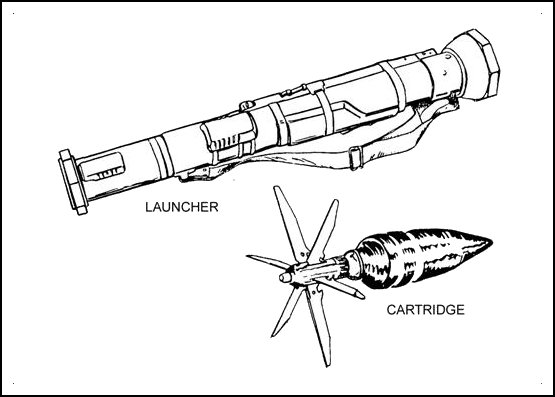
Pansarskott AT4 (m/86) med spårljuspansarspränggranat.

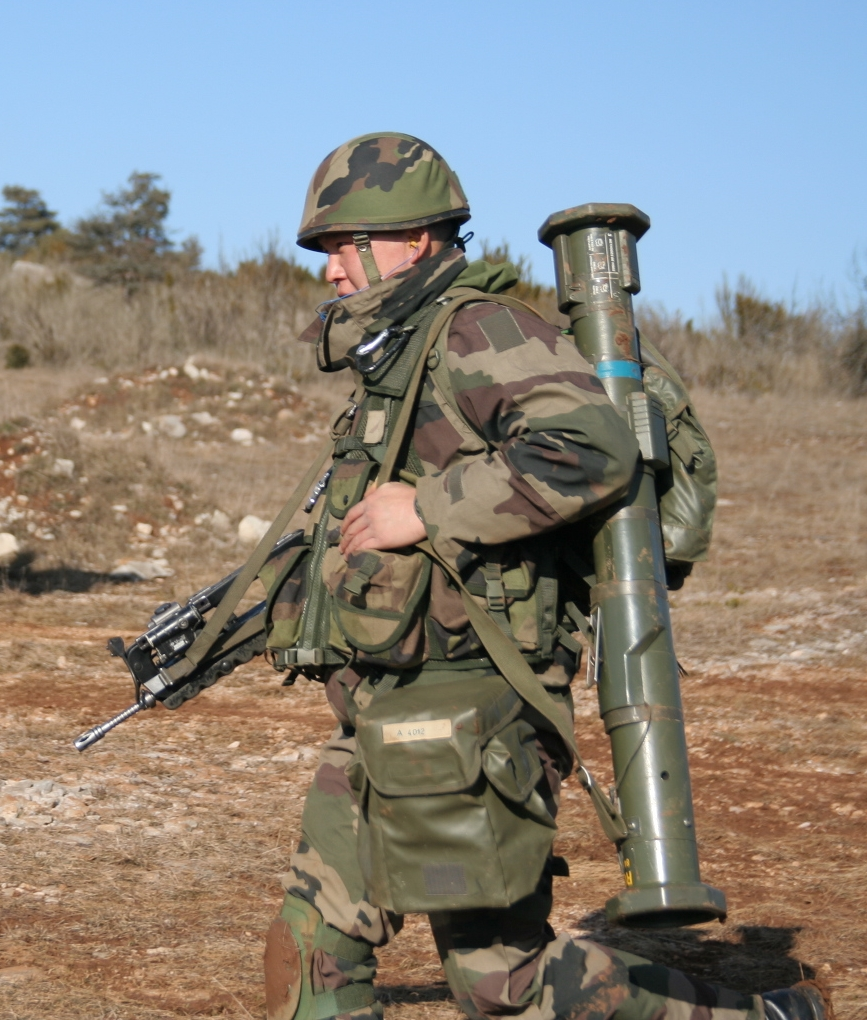
Pansarskottet buret på ryggen under förflyttning.

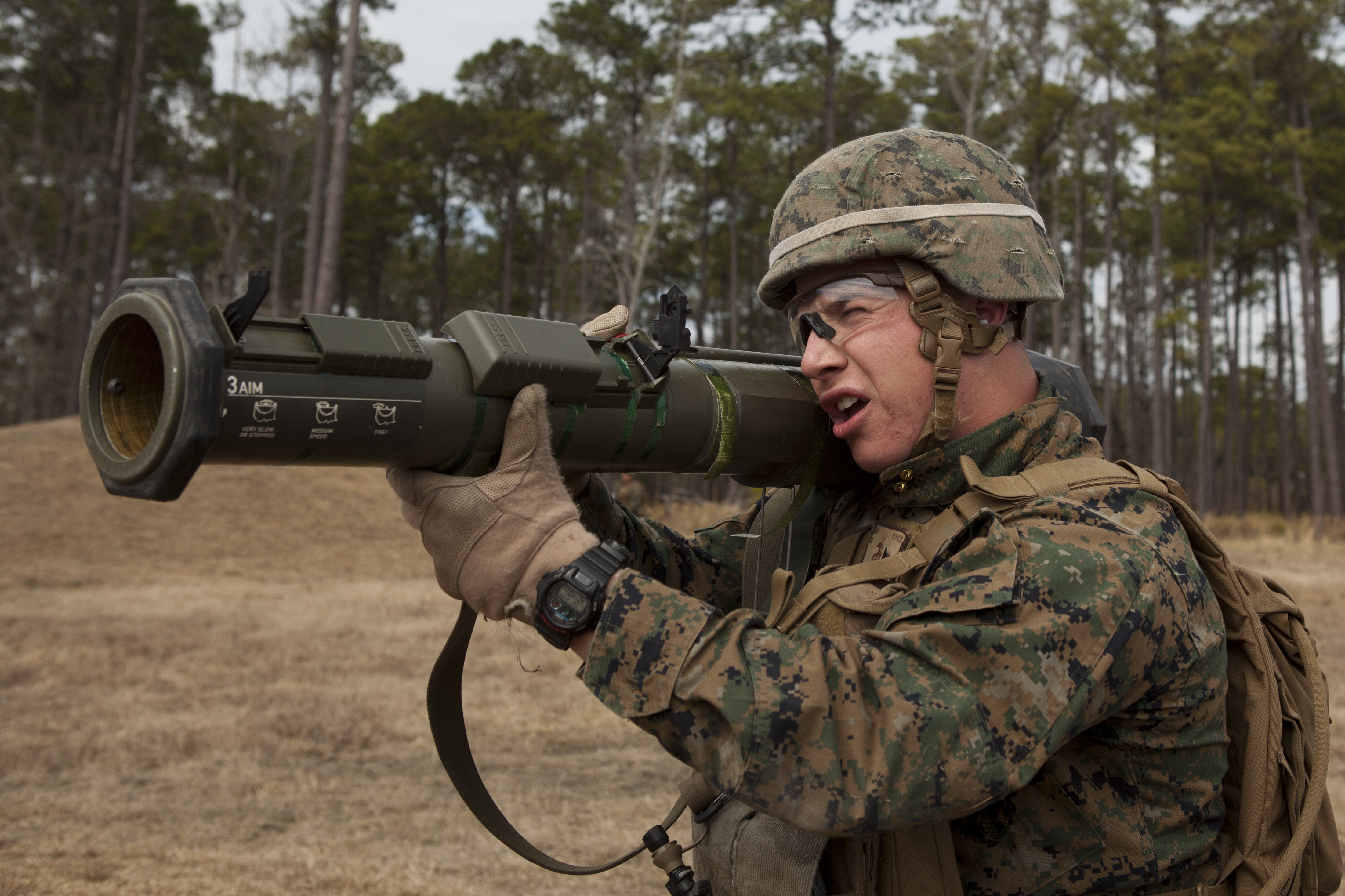
Pansarskottet i stående färdigställning.

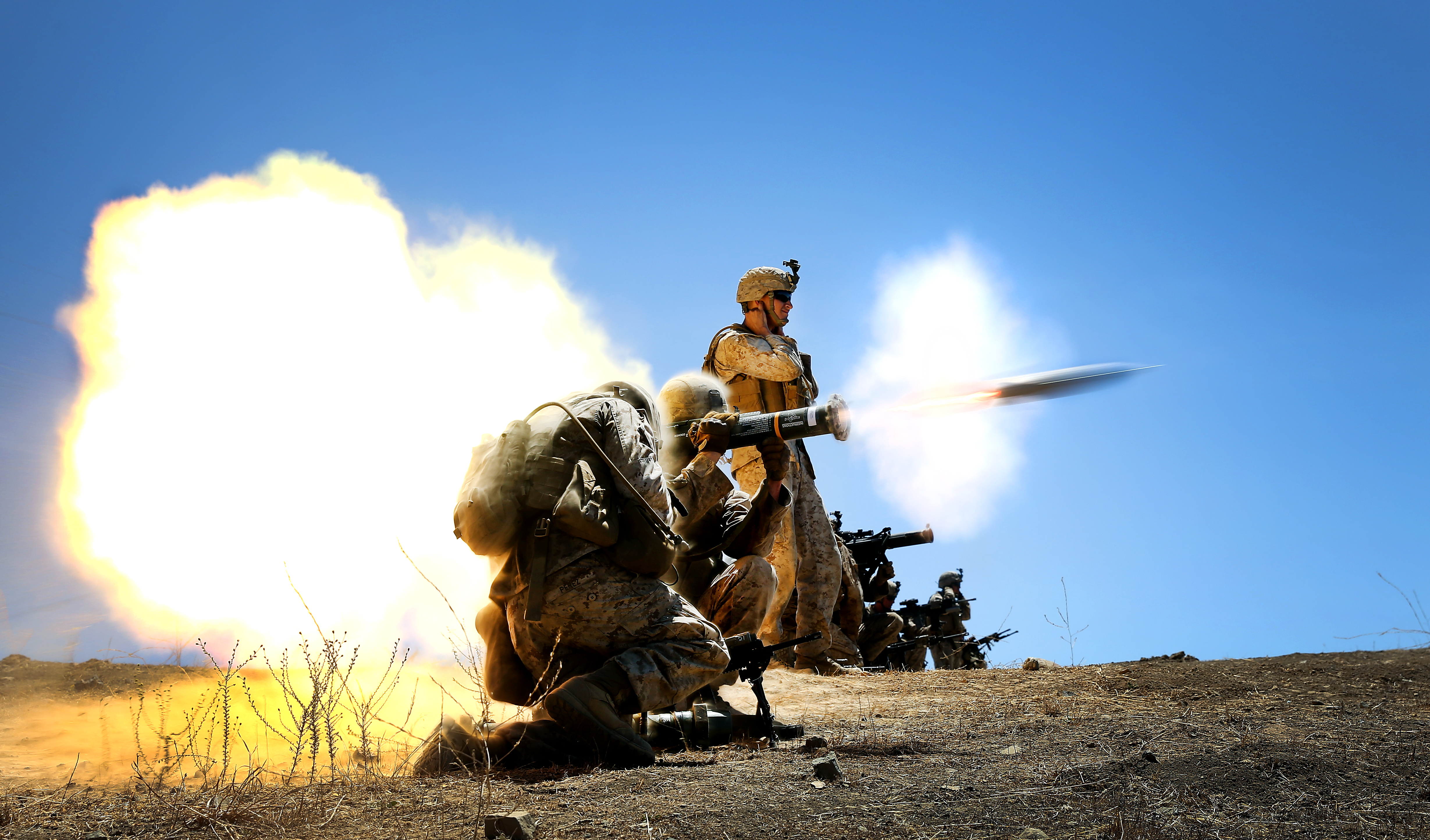
Amerikansk marinkårssoldat skjuter pansarskott AT4.

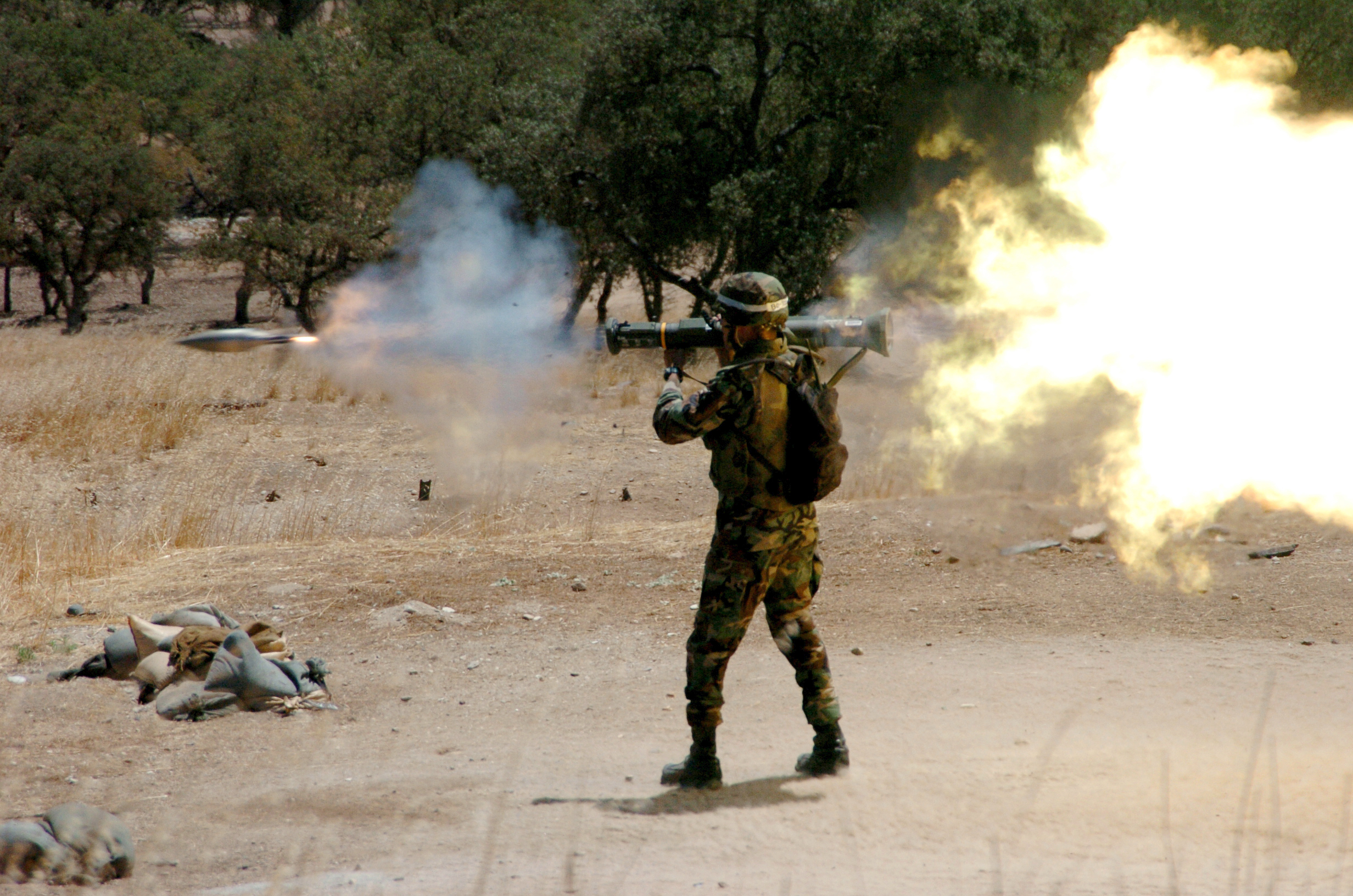
Då pansarskottet är rekylfritt kan det avlossas stående med hög träffsäkerhet.

Pansarskott m/86, kort pskott m/86, exportnamn AT4, är ett svenskt pansarskott för engångsbruk tillverkat av Saab Dynamics AB (tidigare Bofors Anti Armour Systems). Vapnet är standardbeväpning för sin klass i den svenska Försvarsmakten såväl som i exempelvis USA:s armé. Sprängkraften i Pansarskott 86 är inte fullt tillräcklig för att slå ut en modern huvudstridsvagn, men är fortfarande användbar mot lättare pansarfordon och befästningar.

## Användning
Pansarskott m/86 är rekylfritt och höljet är tillverkat av glasfiberarmerad epoxy. Det skjuter en fenstabiliserad granat med förbestämd verkan och används mot mål som stridsvagnar, pansarfordon, oskyddade fordon, byggnader och trupp beroende på avsedd vapenverkan.
Då vapnet är ett engångsvapen kommer det förladdat med en granat och dumpas efter användning då det inte kan laddas om i strid. Vapnet är lättanvänt och kan ges till vanliga skyttesoldater som inte har utbildning eller befattning som grg-skytt. De kan använda vapnet vid behov och sedan dumpa det efter användning.

## Historik
År 1976 påbörjades utvecklingen av en efterföljare till det svenska pansarskott m/1968 "Miniman". Utprovning av ett nytt rekylfritt och mer lättmanövrerat pansarvärnsvapen påbörjades våren 1981 och ett år framåt testades drygt 100 pansarskott av ny typ som så småningom fick namnet pansarskott m/1986. Utvecklingen skedde vid Försvarets fabriksverk (FFV) i Eskilstuna. USA intresserade sig för vapnet och genomförde tester under 1982, där det svenska pansarskottet ingick tillsammans med flera andra etablerade modeller. Vapnet antogs först under namnet Lightweight Multipurpose Weapon M136, innan det slutligen kom att bli känt under namnet AT4. I Sverige kom Pansarskott m/86 att ersätta den tidigare modellen Pansarskott m/68 under 1980-talets andra halva.

### Namntävling
Saab-Bofors namn för vapnet är AT4, vilket är en lek på smeknamnet för Saab-Bofors granatgevär Carl-Gustaf som kallas (84) "eighty-four" efter dess kaliber. Det engelska uttalet av (84) 'eighty four' (IPA: [ˈeɪtiː-ˈfɔɹ]) uttalas nästintill likadant som bokstaveringen 'A-T-4' (IPA: [ˈeɪ-ˈti-ˈfɔɹ]). Namnet har även en dubbelmening då 'AT' hänvisar till vapnets ursprungliga roll som ett pansarvärnsvapen eftersom "AT" är den konventionella engelska förkortningen av "Anti-Tank" (pansarvärn)..
Namnet var resultatet av en intern tävling på FFV i Eskilstuna. Namnet har enligt vinnaren i tävlingen tre betydelser. Vapnets kaliber på 84mm, vapnet var klart 1984 och det var utvecklingsavdelningens fjärde anti-tank vapen. Så rent krasst har eighty-four uttalet av namnet en dubbelmening och AT-4 är AntiTank-4.

## Ammunition
En spårljuspansarspränggranat (Slpsgr) som avfyras innehåller en RSV 3-laddning (riktad sprängverkan med strålverkan) som kan slå igenom upp till 460 mm stålpansar. RSV-konen är klockformad och är av koppar med en liner av aluminium för att få en extra hög brandeffekt. När RSV-strålen penetrerar ett pansarfordon uppstår en brand-, splitter-, tryck- och blixtverkan i målet.
Försvarsmakten uppskattar år 2001 att det krävs tre träffar för att slå ut ett stridsfordon, till exempel ett pansarskyttefordon. För att uppnå detta bedöms det krävas att man avfyrar 5-6 pansarskott.

## Varianter och utveckling
Under 1980-talet påbörjades utveckling av AT4 Confined Spaces. CS innebär att ett medel, ursprungligen saltvatten, utlöses bakåt och neutraliserar bakblåset, vilket möjliggör avfyrning i stängda utrymmen. Vapnet är det enda axelburna pansarvärnsvapnet i det amerikanska försvaret som kan avfyras inomhus.[källa behövs]
I februari 2007 skrev det amerikanska försvarets testprogram för utländska system att AT4 CS har hög dödlighet och goda förbränningseffekter mot pansar men är sämre på tegel, betong, jord och trä.
År 2006 påbörjades utveckling av AT4 CS EBTW (Confined Space Enhanced Blast Tandem Warhead - förbättrad sprängkraft och tandemstridsdel).
Vidareutvecklingen av pansarskott m/86 är MBT LAW (Main Battle Tank, Light Antitank Weapon), som bygger på samma princip som pansarskott m/86, men som också kan penetrera tunga stridsvagnar. Denna benämns av svenska armén Robot 57.

## Tillverkning och försäljning
En AT4 CS uppges ha kostat ungefär 2 700 amerikanska dollar 2007 och cirka 20 000 kronor 2018. Tillverkning sker på licens utomlands och i Eskilstuna (eldrör) och Karlskoga (montering) i Sverige. Systemkritiska komponenter som till exempel sprängkroppen tillverkades av RUAG Warhead Division (uppköpt av SAAB, 9 maj 2007).
Pansarskottet AT4 har sålts till över 15 länder.
AT4 licenstillverkades i USA fram till början av 1990-talet, och användes till exempel vid USA:s invasion av Panama 1989. USA har exporterat vapnet till Libanon och Irak, trots att svensktillverkade vapen inte får säljas vidare till länder i krig enligt slutanvändaravtalet. Det är oklart om det är svensktillverkade eller gamla licenstillverkade vapen som exporterats.
USA ska ha köpt drygt 650 000 AT4. Därefter har USA köpt AT4 CS, i april 2004 för omkring 14 miljoner US-dollar och därefter 30 maj 2007 ytterligare upp till 20 000 system (värt ca 40 miljoner US-dollar). AT4 används av USA vid strider i Afghanistan och Irak.
Frankrike köpte "ett stort antal" AT4 CS 1996 och därefter år 2000 för ytterligare cirka 300 miljoner kronor. Danmark och Storbritannien har också köpt den.
I juni 2007 ordnades civil olydnads-lägret Disarm07 i Karlskoga, där bland annat exporten av pansarskott m/86 var i fokus. Vid fyra tillfällen tog sig aktivister in på skyddsområde för att störa och uppmärksamma exporten av bland annat AT4 CS.
Det uppgavs 2009 att Farcgerillan i Colombia förfogade över ett antal AT4, vilka ingick i en leverans från Bofors till Venezuelas armé. Hugo Chávez hävdade att dessa stulits från Venezuelas flotta 14 år tidigare.
Den 27 februari 2022 meddelade statsminister Magdalena Andersson att Sverige kommer att skänka 135 000 fältransoner, 5 000 hjälmar, 5 000 kroppsskydd och 5 000 pansarskott m/86, till en kostnad på 400 miljoner kronor, till Ukraina på grund av Rysslands invasion av Ukraina 2022. En månad senare den 23 mars 2022 meddelade försvarsminister Peter Hultqvist att Sverige ska skänka ytterligare 5 000 pansarskott m/86 till Ukraina.. Bistånd till Ukraina med ytterligare 5000 pansarskott kungjordes den 2 juni 2022.

## Användare
- Brasilien
- Frankrike
- Irland
- Litauen
- Nederländerna
- Taiwan
- Storbritannien
- Sverige, betecknad Pskott m/86
- USA, betecknad M136 i USA:s armé och marinkår
- Chile
- Danmark
- Venezuela
- Indien
- Ukraina